# Giáo dục mở
Giáo dục mở là một phong trào giáo dục khuyến khích mở rộng khả năng tiếp cận các cơ hội học tập và đào tạo vốn chỉ được cung cấp thông qua hệ thống giáo dục chính thức, và thường (nhưng không nhất thiết) được cung cấp thông qua các hình thức giáo dục trực tuyến và giáo dục từ xa. Trên thế giới, khái niệm giáo dục mở phôi thai từ đầu thế kỷ 20 và phát triển mạnh mẽ vào thập niên 70 của thế kỷ.

## Lịch sử
Vào nửa cuối thế kỷ 20 nhiều nhà giáo dục cảm thấy sự chật chội của các mô hình giáo dục truyền thống, muốn thoát khỏi nó để làm cho giáo dục dễ tiếp cận hơn đối với nhiều người. Trường Đại học mở đầu tiên trên thế giới ở Vương quốc Anh (UK OU) theo xu hướng này, đã ra đời vào năm 1969. Từ "mở" được sử dụng ở đây để nói lên ý tưởng gạt bỏ bớt các rào cản hạn chế cơ hội tham dự của người học vào các trường đại học thông thường. Vì "dễ dãi" về điều  kiện tiếp nhận người học nên UK OU đã thu hút một số lớn sinh viên, đặc biệt là những người nhiều tuổi vừa học vừa làm.  Hiện nay đó là trường đại học đông sinh viên nhất Vương quốc Anh (250 nghìn sinh viên, bao gồm 50 nghìn sinh viên quốc tế, trong tổng số chỉ có 32 nghìn sinh viên dưới tuổi 25). Tuy "dễ dãi" về điều kiện đầu vào, nhưng việc đánh giá đầu ra được thực hiện rất nghiêm khắc nên chất lượng đào tạo bảo đảm, vì vậy UK OU được tổ chức "Academic Ranking of World Universities" xếp hạng trong số 40 trường hàng đầu của Vương quốc Anh và trong số 500 trường hàng đầu của thế giới 
Hưởng ứng ý tưởng của UK OU, hàng loạt trường đại học mở ra đời trên khắp thế giới. Hiện nay trên thế giới tồn tại hơn 50 trường đại học lớn nhất, có từ hàng trăm nghìn đến hàng triệu sinh viên, đặc biệt ở khu vực châu Á-Thái Bình Dương . Trong số các siêu đại học (mega-university) nói trên có thể kể vài trường, như Đại học Mở Trung Quốc thành lập năm 1979, hiện có 3,59 triệu sinh viên, bao gồm 200 nghìn nông dân, 100 nghìn quân nhân và nhân viên quốc phòng, 600 người khuyết tật ; Đại học Mở Indira Gandhi (Ấn Độ) thành lập năm 1985, với 3,5 triêu sinh viên vào năm 2010; Đại học Anadolu (Thổ Nhĩ Kỳ) thành lập năm 1958 hiện có khoảng 2 triệu sinh viên .

## Triết lý xuất phát và sự phát triển của giáo dục mở
GDM là một thuật ngữ mô tả mô hình giáo dục được thiết kế để mở rộng sự tiếp cận việc học tập so với giáo dục chính quy thông thường, bằng nhiều biện pháp, trong đó đặc biệt nhấn mạnh sự phát triển nguồn tư liệu giáo dục mở trong mọi môi trường học tập.
Các ý tưởng xuất phát
Đại học mở cội nguồn của Vương quốc Anh đã thành lập dựa trên 4 nguyên tắc cốt lõi: "mở cho người học, mở về địa điểm, mở về phương pháp và mở về ý tưởng" (Open to People, Open to Places, Open to Methods and Open to Ideas) . Tính chất mở nói trên nhấn mạnh sự linh hoạt của hệ thống, giảm thiểu những rào cản đối với người học gây nên bởi tuổi tác, địa điểm, thời gian và tình trạng kinh tế. 
Với sự phát triển của GDM, một số đại học mở bổ sung thêm nguyên tắc "mở về chương trình học" (open curriculum), cho phép sinh viên thiết kế chương trình dẫn đến văn bằng của mình.
Cơ sở triết lý
Giáo dục mở được thúc đẩy bởi niềm tin rằng người học mong muốn tự tổ chức việc học của mình, đặc biệt họ muốn: xác định các chủ đề quan trọng mà họ cần học; thu nhận được các kinh nghiệm giáo dục chứ không phải chỉ những hiểu biết thuần túy sách vở; tự chịu trách nhiệm về các quyết định giáo dục cho họ; hiểu được mối quan hệ giữa giáo dục với cộng đồng; và tự lựa chọn những vấn đề cần tập trung khi học tập ở lớp . Nói tóm lại, có một niềm tin rằng sự lựa chọn & định hướng tự do của người học sẽ nâng cao chất lượng việc học.
Cơ sở triết lý của giáo dục mở nói trên rất tương đồng với ý tưởng của nhà cải cách giáo dục John Dewey (1859-1952), và nhà tâm lý học phát triển Jean Piaget (1896-1980). Thật vậy, Dewey tin ở hiệu quả của quá trình học tư duy thông qua giải quyết các vấn đề thực, và quan niệm nhà trường phải là xã hội thu nhỏ, gắn chặt với gia đình, cộng đồng và xã hội. Còn theo Piaget, người học chính là kiến trúc sư của sự tăng trưởng tri thức của mình. 
Như vậy, chẳng những giáo dục phải mở để nhiều người có thể tiếp cận, mà còn phải mở để người học có thể chủ động tham gia quá trình giáo dục.
Sự phát triển
Khi dự báo sự phát triển của giáo dục thế kỷ 21, Hội đồng quốc tế về Giáo dục của UNESCO do Jacques Delors chủ trì đã khẳng định: "Học tập suốt đời nổi lên như là một trong các chìa khóa mở cửa đi vào thế kỷ 21".  Hội đồng cũng đã nêu một ý tưởng quan trọng khác: "cần phải tiến tới một xã hội học" . Với ý tưởng học tập suốt đời và xã hội học tập, tính phổ quát của ý tưởng GDM đã được nâng lên, làm cho khái niệm đó chẳng những chỉ liên quan đến một mô hình giáo dục, mà còn mở rộng ra cho một hệ thống giáo dục. 
Các khái niệm về học tập suốt đời và giáo dục cho mọi người đã nhấn mạnh rằng mọi con người cần có được cơ hội học tập và tiếp nhận một nền giáo dục suốt đời. UNESCO đã phát biểu tường minh khái niệm liên quan đến GDM : 
"Giaó dục là một quyền con người cơ bản, là một giá trị con người phổ quát, và cần được sẵn sàng thực hiện suốt cuộc đời của mỗi cá nhân".   
Nói đến GDM không thể không nhắc đến sự kết nối giữa tư tưởng của GDM và phương pháp luận của học tập từ xa (Distance Learning) thành một hệ thống giáo dục hết sức mềm dẻo và có hiệu quả cao: Giáo dục mở và Từ xa (Open and Distance Learning – ODL - GDM&TX). Ngày nay gần như khó hình dung việc hai khái niệm nói trên có thể tách rời.
Sự phát triển của giáo dục từ xa (GDTX) được chi phối bởi triết lý về một phương pháp giáo dục sử dụng các học liệu tiêu chuẩn hóa được chuẩn bị trước để đạt hiệu quả kinh tế nhờ  tăng quy mô. Triết lý đó vừa tạo cơ hội tăng khả năng tiếp cận giáo dục, vừa thỏa mãn nhu cầu độc lập của người học. 
GDM xuất hiện đầu tiên ở bậc đại học, nhưng ngày nay đã mở rộng ra các bậc học khác, đặc biệt cho nhiều chương trình không dẫn đến văn bằng.

## Giáo dục mở và từ xa trong thế kỷ 21
Trong GDM, yếu tố phương pháp và học liệu là cực kỳ quan trọng, do đó khi bước vào thế kỷ 21, ý tưởng GDM đã phát triển với một nhịp điệu nhanh chóng phi thường, nhờ sự tiến bộ vượt bậc của công nghệ thông tin và truyền thông, đặc biệt là Internet. 
Vì GDM liên quan đến người học tại nhiều địa điểm và thời gian khác nhau, nên công nghệ trực tuyến phục vụ nhiều mục đích là hết sức quan trọng. Do đó, ngoài những công cụ thông thường để cung cấp thông tin như tài liệu in, băng ghi âm, các đĩa CD, các phương tiện trực tuyến như trang Web, YouTube và iTunesU cũng được sử dụng để cung cấp học liệu và phục vụ cả cho việc thuyết giảng. Sinh viên có thể giao tiếp, thảo luận qua mạng nhờ e-mail hoặc Skype, Google+ . 
Cố gắng lớn đầu tiên theo phương hướng cung cấp học liệu trực tuyến là nguồn học liệu mở (OpenCourseWare -OCW) của Đại học MIT (Massasuset Institute of Technology) đưa lên mạng vào tháng 10/2002 với mong muốn "thúc đẩy việc học của nhân loại trên toàn thế giới bằng cách tạo sẵn một trang web tri thức"…. Một thập niên sau, vào năm 2012, các Đại học MIT và Havard công bố việc hình thành edX, công cụ mạng làm nền cho các "khóa học mở trực tuyến quy mô lớn" (massive open online course - MOOC) để cung cấp các chương trình học bậc đại học với một dải rộng ngành học miễn phí cho người học trên toàn thế giới. Các khóa học này chủ yếu cung cấp cho sinh viên trực tuyến, và một số trường hợp có thể cấp các tín chỉ hoặc chứng nhận dựa trên các kỳ thi. Công cụ mạng nền edX có khả năng giúp sinh viên tương tác với nhau và với giảng viên qua các diễn đàn trực tuyến. Hiện nay (2013) có khoảng 1,2 triệu người sử dụng edX.
Thuật ngữ MOOC được đưa ra vào năm 2008, và sau một số khóa đào tạo trực tuyến miễn phí thử nghiệm thuật ngữ đó được chấp nhận rộng rãi. Nhiều trường đại học đã cung cấp nhiều chương trình đào tạo kiểu MOOC trong mấy năm qua, chẳng hạn vào cuối năm 2011 Đại học Stanford đã cung cấp 3 khóa học, mỗi khóa khoảng 100 nghìn sinh viên tham gia. Ngoài các chương trình đào tạo miễn phí, có một số chương trình thu phí, cấp tín chỉ dẫn đến văm bằng, ví dụ vào tháng 5 năm 2013 một chương trình văn bằng Master đầu tiên hoàn toàn dựa trên MOOC đã được đưa ra, với sự cộng tác giữa Udacity, một công ty vì lợi nhuận, với Tập đoàn AT&T và Viện Công nghệ Georgia. Cho đến nay Udacity đã cung cấp 26 khóa học, có khóa học hơn 300 nghìn sinh viên. 
Việc tạo ra và duy trì các OCW tổng hợp đòi hỏi rất nhiều tài lực và nhân lực, và việc chuyển chúng sang các ngôn ngữ khác cũng rất tốn kém. Cho nên hiện nay MOOC chủ yếu vẫn thực hiện bằng tiếng Anh. Tuy nhiên một số quốc gia đã tích cực hưởng ứng OCW của MIT và chuyển đổi sang nước mình. Chẳng hạn, ngay từ 9/2003 Trung Quốc đã tổ chức liên kết các trường đại học lớn, trong đó có Đại học mở Trung quốc, triển khai sử dụng OCW ở Trung Quốc, và Chính phủ cũng thành lập Viện Nguồn lực mở cho Giáo dục (CORE) để điều phối hoạt động này. Ở Ấn Độ và Nhật Bản cũng có các hoạt động mạnh theo hướng triển khai sử dụng OCW ở nước mình.
Vì các hoạt động liên quan đến MOOC hết sức sôi động nên New York Time đã gọi năm 2012 là "Năm của MOOC", và từ đó MOOC là một chủ đề nổi bật trên truyền thông về giáo dục. Có nhiều ý kiến khác nhau về lợi ích và nhược điểm của mô hình MOOC, nhưng dù sao nhiều người công nhận rằng sự "thành công của MOOC có thể sẽ làm thay đổi cấu trúc của nền công nghiệp giáo dục đại học"..

## Tương lai của giáo dục mở
John Daniel, giám đốc điều hành của tổ chức Commonwealth of Learning, đã đưa ra khái niệm về một tam giác thép trong giáo dục  với các đỉnh là quy mô nhập học, chi phí và chất lượng. Khi tăng số lượng sinh viên trong lớp học thì chất lượng sẽ giảm; khi đảm bảo tài liệu học tập tốt và thầy giỏi thì sẽ đẩy chi phí lên cao; và việc cắt giảm chi phí sẽ dẫn tới việc giảm cả quy mô và chất lượng. 
Công nghệ mới đã đóng góp rất to lớn cho GDM, chẳng hạn, đã giúp GDM bẻ gãy được tam giác thép kìm hãm giáo dục nói trên. Với công nghệ mới, giáo dục chất lượng cao có thể dễ tiếp cận hơn với giá không quá đắt. Các đại học Mở có thể khai thác lợi ích của công nghệ mới, chẳng hạn sử dụng công nghệ mới để cung cấp OCW cho một số lượng rất lớn học viên. GDM cũng đem lại cơ hội cho những nhóm người không thể tiếp cận giáo dục truyền thống. Tổng quát hơn, có thể hiểu GDM có vai trò quan trọng trong việc tạo cơ hội học suốt đời, thực hiện sứ mạng Giáo dục cho mọi người, và hơn thế nữa, tạo dựng nên hình hài của chính nền giáo dục trong tương lai.

## Giáo dục mở ở Việt Nam
Ở Việt Nam, Đại học Mở Hà Nội và trường Đại học Mở thành phố Hố Chí Minh đã được thành lập từ năm 1993, với sứ mạng phát triển GDM&TX. Ở thời điểm năm 2010 đến 2011, quy mô đào tạo của Trường Đại học Mở Hà Nội (lúc đó vẫn lấy tên là Viện Đại học Mở Hà Nội) lên tới trên 60.000 người học. Hiện nay, Trường Đại học Mở Hà Nội là đơn vị tiên phong và dẫn đầu về đào tạo từ xa, đào tạo trực tuyến tại Việt Nam.
Tuy nhiên, hai Đại học Mở cho đến nay chưa được nhà nước đầu tư tương ứng với sứ mạng được đề ra nên đã phát triển khá chậm so với nhiều đại học mở trong khu vực. Hiện nay (2013) Việt Nam đang được định hướng xây dựng một nền giáo dục mở.. Có thể hiểu tính chất "mở" của hệ thống giáo dục ở đây thể hiện ở một cấu trúc hệ thống được thiết kế hợp lý, có nhiều đầu vào và đầu ra, trong đó các bộ phận và tầng bậc liên thông với nhau, tạo điều kiện cho mọi người học dễ dàng thâm nhập hệ thống trong cả quá trình học suốt đời. Ngoài ra, một số tổ chức tư nhân tại Việt Nam cũng phát triển theo hướng MOOC, trong đó có Kiến Học tổ chức dịch thuật một số tư liệu MOOC trên thế giới.